# Ace in the Hole
Ace in the Hole is een Amerikaanse dramafilm uit 1951 onder regie van Billy Wilder met in de hoofdrollen Kirk Douglas en Jan Sterling. De film staat ook bekend als The Big Carnival.
Het scenario van de film is gebaseerd op het ongeluk van W. Floyd Collins die in 1925 vast kwam te zitten in een grot, en de val in 1949 van de driejarige Kathy Fiscus in een oude waterput, waaruit ze niet gered kon worden. In beide gevallen ontstond een mediacircus rondom de reddingspogingen.
Het was de eerste keer dat Billy Wilder een film zowel schreef als produceerde en regisseerde. De film deed het echter slecht in de bioscopen en kwam niet eens uit de kosten. De studio veranderde daarop de titel in The Big Carnival in een poging het tij te keren, maar het was tevergeefs.

## Verhaal
Zelfs onder zijn mede-journalisten staat Chuck Tatum slecht bekend. Hij is egoïstisch, overspelig en een overmatige drinker. Vanwege lasterlijke uitspraken in zijn artikelen is hij inmiddels ontslagen bij elf kranten. Ondanks zijn tomeloze ambitie lijkt het gedaan met Tatum die voor de zoveelste keer verhuist, ditmaal naar New Mexico. Daar weet hij een baan als journalist te versieren bij de Albuquerque Sun-Bulletin, het lokale sufferdje. Met veel moeite weet Tatum zijn alcoholgebruik in te dammen en verslaat dapper de weinige sensationele gebeurtenissen in Albuquergue. Dan krijgt hij te horen dat een zekere Leo Minosa ingesloten is geraakt in een grot waar hij op zoek was naar oude Indiaanse kunstvoorwerpen.
De verslaggever ruikt een gouden kans. Als hij erin slaagt om de reddingsoperatie te vertragen, is het mogelijk dat zijn berichten en artikelen worden overgenomen door de grote nationale kranten. Hij manipuleert de reddingsoperatie door de immorele sheriff over te halen om een nieuwe tunnel te laten boren van bovenaf in plaats van gebruik te maken bestaande gangen die opnieuw gestut worden. Vreemd genoeg krijgt hij hiervoor ook steun van de vrouw van Minosa, Lorraine. Die heeft genoeg van haar man en hun gezamenlijke restaurant/winkel en zoekt een scheiding. Dankzij de reddingsoperatie komen duizenden toeristen naar het gebied en beleeft het horecabedrijfje een opleving. Dat Tatum ook onverschillig staat ten opzichte van de mensen die hem eerder geholpen blijkt wel dat hij onmiddellijk zijn hoofdredacteur in de steek laat, als deze hem bekritiseert voor zijn zelfzuchtige gedrag. De journalist neemt gelijk ontslag en verkoopt de exclusieve rechten van zijn artikelen aan een krant in New York die hem ook meteen in dienst neemt.
Inmiddels is de reddingsoperatie uitgegroeid tot een kermis, met rondleidingen, liedjes over Leo en gokactiviteiten. Het stimuleert Tatum tot een nieuwe uitbarsting van alcoholisme. Zonder enige scrupules begint hij een verhouding met Lorraine en geniet van de heldenverering die hij bij het publiek heeft verworven, door zijn uitstapjes in de grot om in contact te komen met Leo. Na vijf dagen van boren, blijkt dat Leo op sterven ligt. Tatum probeert nu wanhopig een andere reddingsmethode te initiëren, maar het is te vergeefs. Leo sterft. Als Tatum geschokt terugkeert naar Lorraine behandelt hij haar honds. Ze pakt een schaar en steekt hem neer. De journalist sterft voor hij zijn grote verhaal over Leo's dood kan vertellen.

## Rolverdeling
| Acteur            | Personage       |
| ----------------- | --------------- |
| Kirk Douglas      | Chuck Tatum     |
| Jan Sterling      | Lorraine Minosa |
| Robert Arthur     | Herbie Cook     |
| Porter Hall       | Jacob Q. Boot   |
| Frank Cady        | Al Federber     |
| Richard Benedict  | Leo Minosa      |
| Ray Teal          | Sheriff Kretzer |
| Lewis Martin      | McCardle        |
| John Berkes       | Papa Minosa     |
| Frances Dominguez | Mama Minosa     |
| Gene Evans        | Hulpsheriff     |
| Frank Jaquet      | Sam Smollett    |
| Harry Harvey      | Dr. Hilton      |
| Bob Bumpas        | Radio-omroeper  |
| Geraldine Hall    | Nellie Federber |

## Titel
De titel 'Ace in the Hole' is Bargoens voor 'een geheim of een eigenschap om verzekerd te zijn van succes'. De uitdrukking is afkomstig uit het pokerspel en slaat op een aas, die met de rug naar boven op de tafel ligt. Deze kaart wordt in pokertaal ook wel de 'hole card' genoemd (de verborgen kaart) bij een partij stud poker. Nadat de film onder de titel 'Ace in the Hole' een flop werd in de bioscopen probeerde Paramount Pictures wanhopig het tij te keren door de filmtitel te veranderen. Zonder te overleggen met Blly Wilder veranderde studiobaas Y. Frank Freeman de titel in "The Big Carnival" (de grote kermis). Omdat tegelijkertijd ook de televisierechten werden verkocht onder die titel, bleef de film een tijdlang zo heten, ook bij latere uitzendingen op tv. Overigens bleef ook onder de nieuwe titel het succes uit. In latere jaren kreeg de film de oude titel terug en werd in juli 2007 ook als 'Ace in the Hole' op dvd uitgebracht. De werktitel tijdens de productie was "The Human Interest Story". Toen Billy Wilder later met Stalag 17 wel een kassucces had, trok Paramount eerst de verliezen van Ace in the Hole af van de winst die Wilder maakte.

## Voorgeschiedenis
Na het succes van Sunset Boulevard splitste Billy Wilder zich af van het schrijversduo dat hij vormde met scenarist Chales Brackett. Hij besloot voor zijn nieuwe film te kiezen voor een controversieel onderwerp, de invloed van de pers in het creëren van massahysterie. In november 1949 had schrijver Victor Desny een synopsis van vier pagina's aangeleverd over een incident uit 1925 waarbij een lokale verslaggever op slag beroemd werd na zijn verslaggeving over de reddingspoging van een man die was ingesloten in een grot. Volgens Desny werd het synopsis door Wilder geweigerd. De regisseur besloot echter het verhaal zelf uit te werken en er een eigen draai aan te geven. Na het uitkomen van de film zou Desny in oktober 1951 alsnog een eis tot schadevergoeding van 150.000 dollar indienen omdat zijn idee was gestolen. De advocaten van Wilder wezen de eis af, omdat het synopsis van Desny was gebaseerd op een waar gebeurd incident en dat hun cliënt zich op die gebeurtenis had gebaseerd. De zaak sleepte zich voort tot december 1953 toen de rechtbank besliste dat Wilder gelijk had en dat er geen auteursrecht kon rusten op een gebeurtenis. Maar Desny ging in hoger beroep en in juni 1955 besliste het hooggerechtshof van Californië dat op een uitgewerkt idee van een schrijver, ook al is het gebaseerd op echte gebeurtenissen, wel auteursrecht rust. In augustus 1956 kwamen Wilder en Desny tot een schikking en kreeg de laatste 14.350 dollar schadevergoeding.

## Scenario

### Zonder Brackett
Het wegvallen van Charles Brackett beïnvloedde de scenario's die Wilder na "Sunset Boulevard" zou schrijven. Brackett had altijd de pessimistische opvattingen van Wilder getemperd. Ace in the Hole was dan ook een van Wilders donkerste films. Samen met Walter Newman en Lester Samuels schreef Wilder aan een scenario over een weinig scrupuleuze journalist die in zijn tomeloze ambitie een mediacircus ontketent rondom een ingesloten grottenbezoeker. Volgens Wilder was het de voormalige radioverslaggever Newman die met het idee kwam om een scenario te schrijven rondom een mediacircus tijdens een reddingsoperatie.

### W. Floyd Collins (1925)
Uitgangspunt voor het drama was het dramatische verhaal van W. Floyd Collins uit Kentucky. In januari 1925 onderzocht Collins de grotten van de Mammoth Cave System en terwijl hij op zoek was naar een nieuwe ingang raakte hij ingesloten in een instabiele gang bij de Sand Cave nadat een groot rotsblok op zijn voet was gevallen. Er werden onmiddellijk pogingen gedaan om hem te redden en een jonge verslaggever van de Louisville Courier-Journal , William Burke "Skeets" Miller wist zich met zijn magere lichaam in de gang te wringen om Collins eten te geven en met hem te praten. Hij deed verslag van zijn gesprekken met Collins in de lokale krant en verkreeg al snel nationale roem toen grote kranten zijn verhalen overnamen. Rondom de reddingsoperatie ontstonden al snel circusachtige toestanden. Een menigte toeristen en dagjesmensen keek toe hoe geprobeerd een gang te boren om Collins te redden. Het enige wat echter bereikt werd, was dat de gang instortte en Collins geheel werd afgesloten van de buitenwereld. Na een lijdensweg van 15 dagen stierf hij van honger en uitputting. Verslaggever Miller kreeg de Pulitzerprijs voor zijn verslaggeving.

### Kathy Fiscus (1949)
Een andere bron voor het scenario was een vergelijkbare gebeurtenis in 1949 toen de driejarige Kathy Fiscus in een oude waterput viel in San Marino, Californië. Hoewel later bleek dat het meisje kort na haar val was overleden, werd er gelijk een grote reddingsoperatie opgezet. Het duurde drie dagen voordat de reddingswerker Kathy's dode lichaampje bereikten. Ondertussen deden radio- en tv-journalisten verslag van het gebeuren. Het hele land leefde mee en talloze mensen kwamen kijken. Wilder heeft overigens altijd ontkend dat hij zich door deze gebeurtenis heeft laten inspireren.

### Cynisme en censuur
Het scenario van Wilder, Newman en Samuels is duister en cynisch. Iedereen in de film, afgezien van het slachtoffer, lijkt uit op zijn eigen gewin en voor de vele kijkers is de reis naar de reddingsoperatie een 'dagje uit'. In de VS waar films worden gezien als amusement en 'goed' moeten aflopen was de film eigenlijk te cynisch. De meeste critici schrokken van de harde toon en ook het publiek liet het massaal afweten. De filmkeuring was aanvankelijk niet blij met het scenario. Volgens Hollywoods eigen filmcensuur, de Hays code, was een corrupte politieman eigenlijk niet toegestaan. De hoofdcensor Joseph Breen waarschuwde Wilder dat hij tekst aan het scenario moest toevoegen waaruit bleek dat de sheriff zich moest verantwoorden voor zijn immorele gedrag. Wel was Breen tevreden over de manier waarop journalist Tatum wordt gestraft voor zijn daden. Andere zaken die Wilder moest corrigeren was een overdaad aan "heidense" Indiaanse ceremonies in combinatie met christelijke bidden voor het redden van het slachtoffer.

## Productie

### Financiën
Met een budget van ongeveer 1 miljoen begon Wilder op 10 juli 1950 aan de opnamen. Op 11 september 1950 waren alle opnamen voltooid. De kosten liep op tot 1.821.052 dollar. Wilder ontving 250.000 dollar voor zijn werk als schrijver, producent en regisseur. Hij moest hier ook zijn medescenaristen Newman en Samuels van betalen. Voor de hoofdrol werd Kirk Douglas gehuurd van Warner Brothers. Douglas kreeg 150.000 dollar voor zijn rol. De bouw van de set kostte 30.000 dollar.

### De set
Vlak buiten de stad Gallup in New Mexico, achter de Lookout Point Trading Post bij Route 66, liet Wilder een set bouwen waar de reddingsoperatie, inclusief de kermis eromheen, kon worden gefilmd. De set was 72 meter hoog, 370 meter breed en 490 meter diep. Er waren kliffen, grotten, wegen, parkeerplekken en een kermisterrein. Wilder huurde meer dan duizend figuranten in die tegen betaling van 75 cent per uur tien uur per dag aanwezig waren. Figuranten die hun auto meenamen kregen drie dollar extra. Er kwamen uiteindelijk 400 auto's op de set. Onder de figuranten bevond zich een grote groep Navajo- en Zuni-indianen. Na de opnamen werd de set intact gelaten. De eigenaar van de Lookout Point Trading Post gebruikte het geheel om toeristen te lokken.

## Muziek
De volgende liedjes zijn in de film te horen:
- "The Hut-Sut Song" (Leo Killion/Ted McMichael/Jack Owens - gezongen door Richard Benedict en Kirk Douglas
- "We're Coming, Leo" (Jay Livingston/ Ray Evans) - uitgevoerd door een onbekend gebleven zanger en band.

## Prijzen
- Nominatie voor een Academy Award voor Beste Scenario
- National Board of Review Award voor Best Actrice (Jan Sterling)
- Venice Film Festival International Award voor Beste regisseur